# Interflora
Interflora è il nome più comunemente usato per un gruppo mondiale di organizzazioni commerciali, che offrono un servizio di consegna a domicilio di omaggi floreali in 64 Paesi del mondo.

## Storia
L'azienda Interflora, avente come marchio il simbolo del "Mercurio alato", venne fondata nel 1908 dal fiorista berlinese Max Hubner, che ebbe l'intuizione di creare una rete di fioristi organizzata in maniera tale da garantire la consegna del prodotto floreale ordinato in ogni paese del mondo, pagando il fiorista alla consegna.

### In Italia
Interflora Italia cominciò le sue attività nel 1928, negli anni fra le due guerre, come "Unione Fioristi Italia", per poi assumere la denominazione di "Unione Italiana Trasmissione Omaggi Floreali" nel 1935.
Dopo la seconda guerra mondiale, precisamente nel 1946, le aziende che svolgevano l'attività di consegne floreali presenti nei principali Paesi del mondo si fusero formando Interflora.
Negli anni sessanta, gli anni del boom economico, l'attività della nuova associazione crebbe, anche grazie allo slogan "Fiori in tutto il mondo". Nel 1970 l'Unione Italiana Trasmissione Omaggi Floreali si trasformò in Interflora Italia.
Nel 1977 l'azienda introdusse il sistema per la gestione degli ordini all'estero. Interflora introdusse il sistema computerizzato di gestione degli ordini. Gli esercenti fiorai a fornire il servizio crebbero di numero, tanto che nel 1992 il numero superava i 2.000 fioristi presenti in 1.400 località.
Dal 2004 nacque il sito italiano. Dopo aver ottenuto nel 2005 le certificazioni di qualità ISO 9001 e ISO 14001, nel 2006 la compagnia divenne una Società a responsabilità limitata (S.r.l.) e dopo pochi mesi divenne una società per azioni (S.p.A.).